# アルーマニア人

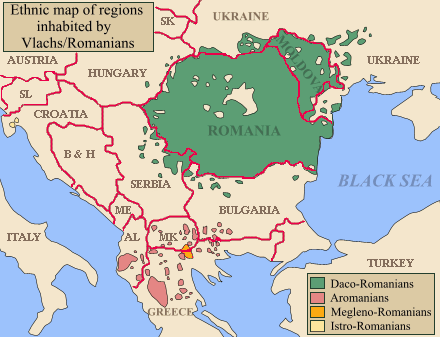
バルカン半島におけるヴラフ人の分布。 がアルーマニア人。

アルーマニア人 (アルーマニアじん、アルーマニア語 arumãni, armãni または Makedonji-armãnji マケド・ルーマニア人とも)は、バルカン半島南部一帯に住む民族。主に北部ギリシャ、アルバニア、マケドニア、セルビア、ブルガリアなどに200万人ほどが居住しているとみられる。中世東ローマ帝国時代には「ヴラフ人」（Vlachs）と称していた。英語では、Vallachians,Wallachians, Wlachs などの表記も見られる。
彼らはルーマニア語によく似たアルーマニア語とよばれるロマンス語を用いている。比較言語学における研究から、この言語は7世紀から9世紀の間にルーマニア語から枝分かれしたと考えられている。

## ギリシャにおけるアルーマニア人
ギリシャではアルーマニア人は少数民族と見なされず、ギリシャ人であるとされている。彼らの起源については対立する仮説が提示されている。ルーマニア側の学説によると彼らはドナウ地方から北部ギリシャに移住したとされる。9世紀まではアルーマニア人とルーマニア人が同じ俗ラテン語方言を使用していたことは明らかである。
アルーマニア人はギリシャ独立戦争においても重要な役割を果たした。アルーマニア系のギリシャ人としては初期の首相イオアニス・コレティス、バルカン戦争中の国防大臣のエヴァンジェロス・アヴァロフ、詩人のコンスタンティノス・クリスタリスなどがあげられる。
アルーマニア人に対する同化政策は18世紀までさかのぼる。ギリシャ正教の神父コスマス・アイトロス(1714年 - 1779年)は北部および西部ギリシャに100をこえる学校をつくり、アルーマニア人にギリシャ語を教えた。
ピンドス山脈一帯の山岳地帯に住んでいたアルーマニア人にとって、母語で教育を受ける機会はほとんどなかった。ルーマニア政府は1948年までアルーマニア語教育の為に援助を送っていたが、共産党政権が誕生するとそれも途絶え、現在ではアルーマニア語による教育は行われていない。ギリシャにおけるアルーマニア人の同化は時間の問題と見られている。
欧州議会の委員会は1997年にアルーマニア人に関するレポートを発表し、ギリシャ政府に対してアルーマニア人の文化を尊重し、学校、教会およびメディアにおいてアルーマニア語の使用を促進するように求めた。しかし、アルーマニア人コミュニティには自身をギリシャ人であるとみなす派とアルーマニア人としてのアイデンティティを主張する一派が存在している。1998年にコンスタンディノス・ステファノプロス大統領がイピロス地方のメツォヴォを訪れた際にアルーマニア人に対して自身の言葉を話し教育を受けるように呼びかけたが、それから現在に至まで実質的には何の働きかけもなされていない。

## アルバニアにおけるアルーマニア人

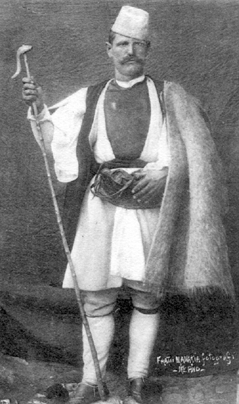
アルーマニア人羊飼の伝統衣装　20世紀初めに撮影

アルバニアにはギリシャにつぐ第二のアルーマニア人コミュニティが存在し、100,000人から200,000人のアルーマニア人が暮らしているとみられている。母語における教育は受けていないが、アルーマニア人はアルバニア憲法において少数民族として認められている。

## マケドニアにおけるアルーマニア人
現在マケドニアには20,000人程度のアルーマニア人が居住していると見られているが、マケドニア政府はその数を8,467人と発表している。アルーマニア人は国会に議員を有し、母語で教育を受けるなど少数民族としての権利が与えられている。これらの活動に対してルーマニア政府から援助が送られている。

## ルーマニアにおけるアルーマニア人
中世期にオスマン帝国支配下にあったアルーマニア人はMoscopoleなど彼らの故郷からルーマニアの支配するワラキア、モルドヴァへと移住した。当時のルーマニアもオスマン帝国の支配を受けていたが、ある程度の自治権を有していた。これらのルーマニアに移住したアルーマニア人たちは次第にルーマニア人に同化していったと思われる。
1860年にルーマニア政府はギリシャおよびトルコ領マケドニア、アルバニア内に100を超える学校を建設した。これはアルーマニア人に対して、ルーマニア系民族としてのアイデンティティーを与えることを目的としていた。1925年にはルーマニアのカロル2世がアルーマニア人にドナウ地方に居住地を与え、現在ではこの地の15％ほどにあたる50,000人がアルーマニア方言を話している。

## 参照
- アルーマニア語の人名（英語版）
- ルーマニア語